# Ревелло
Ревелло (італ. Revello, п'єм. Revel) — муніципалітет в Італії, у регіоні П'ємонт,  провінція Кунео.
Ревелло розташоване на відстані близько 520 км на північний захід від Рима, 55 км на південний захід від Турина, 33 км на північний захід від Кунео.
Населення — 4250 осіб (2014).
Щорічний фестиваль відбувається 20 серпня, 5 лютого. Покровитель — святий Рох, San Biagio.

## Демографія
Населення за роками:

Станом на 1 січня 2023 року в муніципалітеті офіційно проживали 402 іноземці з 30 країн, серед них 37 громадян країн Євросоюзу та 1 громадянин України.

## Сусідні муніципалітети
- Бардже
- Бронделло
- Карде
- Кастеллар
- Енв'є
- Гамбаска
- Мартініана-По
- Паньо
- Ріфреддо
- Салуццо